# Cyrtopodion kachhense
Espèce
Synonymes
- Gymnodactylus kachhensis Stoliczka, 1872
- Gymnodactylus petrensis Murray, 1884
- Gymnodactylus ingoldbyi Procter, 1923

Cyrtopodion kachhense est une espèce de geckos de la famille des Gekkonidae.

## Répartition
Cette espèce se rencontre en Iran, au Pakistan et en Inde au Gujarat. 

## Liste des sous-espèces
Selon The Reptile Database (22 septembre 2012) :
- Cyrtopodion kachhense ingoldbyi (Procter, 1923)
- Cyrtopodion kachhense kachhense (Stoliczka, 1872)

## Étymologie
Son nom d'espèce, composé de kachh et du suffixe latin -ense, « qui vit dans, qui habite », lui a été donné en référence au lieu de sa découverte, le Kachh, actuellement district du Kutch.
La sous-espèce est nommée en l'honneur de Christopher Martin Ingoldby.

## Publications originales
- Stoliczka, 1872 : Notes on the Reptilian and Amphibian Fauna of Kachh. Proceedings of the Asiatic Society of Bengal, vol. 1872, p. 71-85 (texte intégral).
- Procter, 1923 : Notes on a Collection of Reptilia from Waziristan and the Adjoining Portion of the N. W. Frontier Province. Journal of the Bombay Natural History Society, vol. 29, p. 117-130.